# IC 5037
IC 5037 је спирална галаксија у сазвјежђу Индијанац која се налази на листи објеката дубоког неба у Индекс каталогу.
Деклинација објекта је - 58° 26' 59" а ректасцензија 20h 45m 39,3s. Привидна величина (магнитуда) објекта IC 5037 износи 14,6 а фотографска магнитуда 15,3. IC 5037 је још познат и под ознакама ESO 144-3, PGC 65327.